# Futbol a Gibraltar
El futbol és un dels esports més populars a Gibraltar. És organitzat per la Gibraltar Football Association, fundada el 1895, una de les deu associacions més antigues del món.

## Història

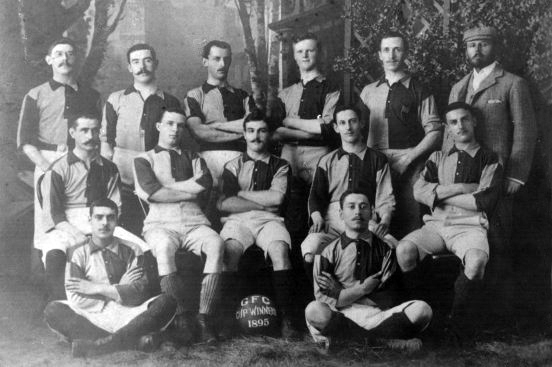
Gibraltar Football Club campió el 1895 de la Merchants.

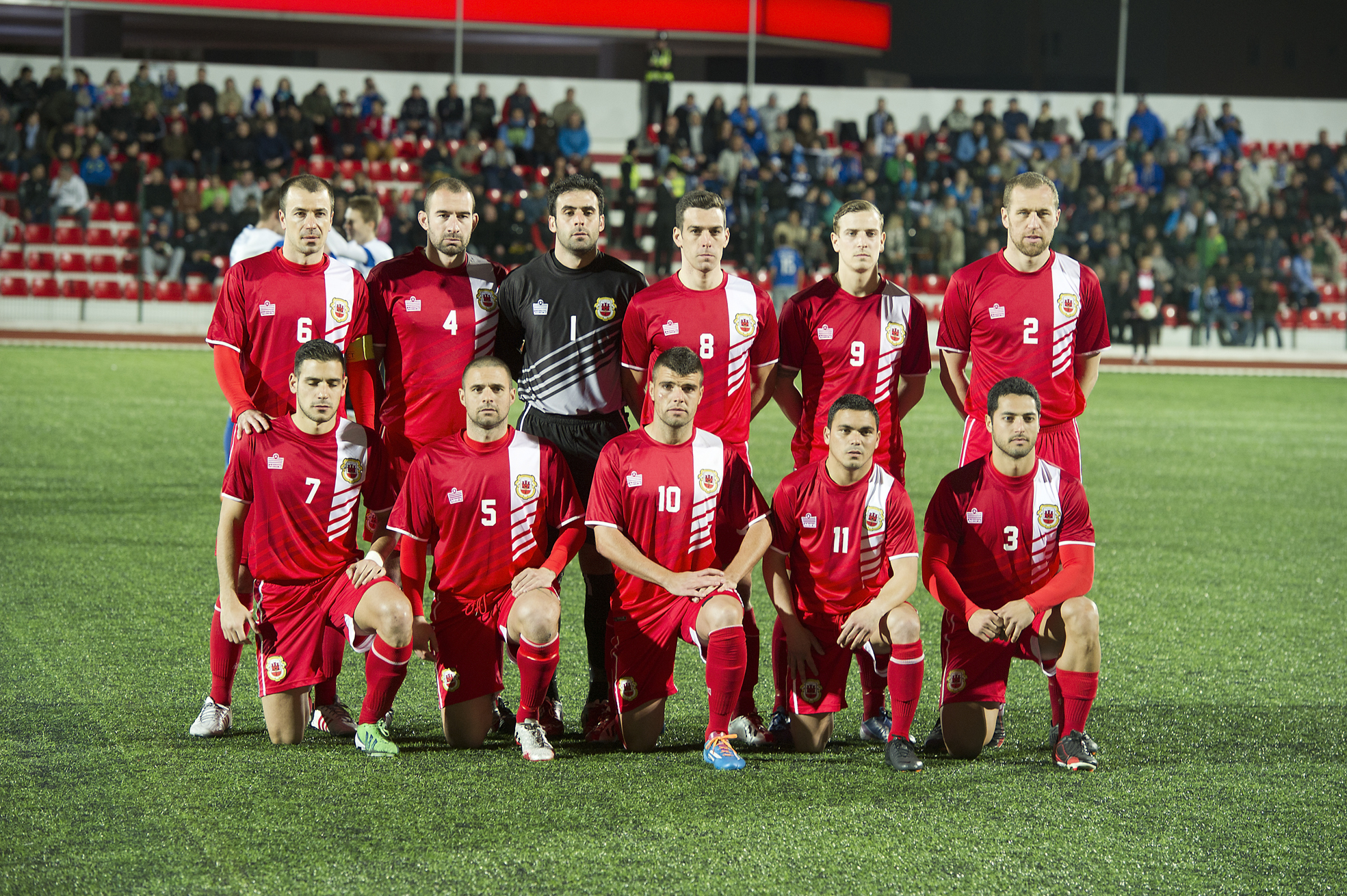
Selecció de Gibraltar.

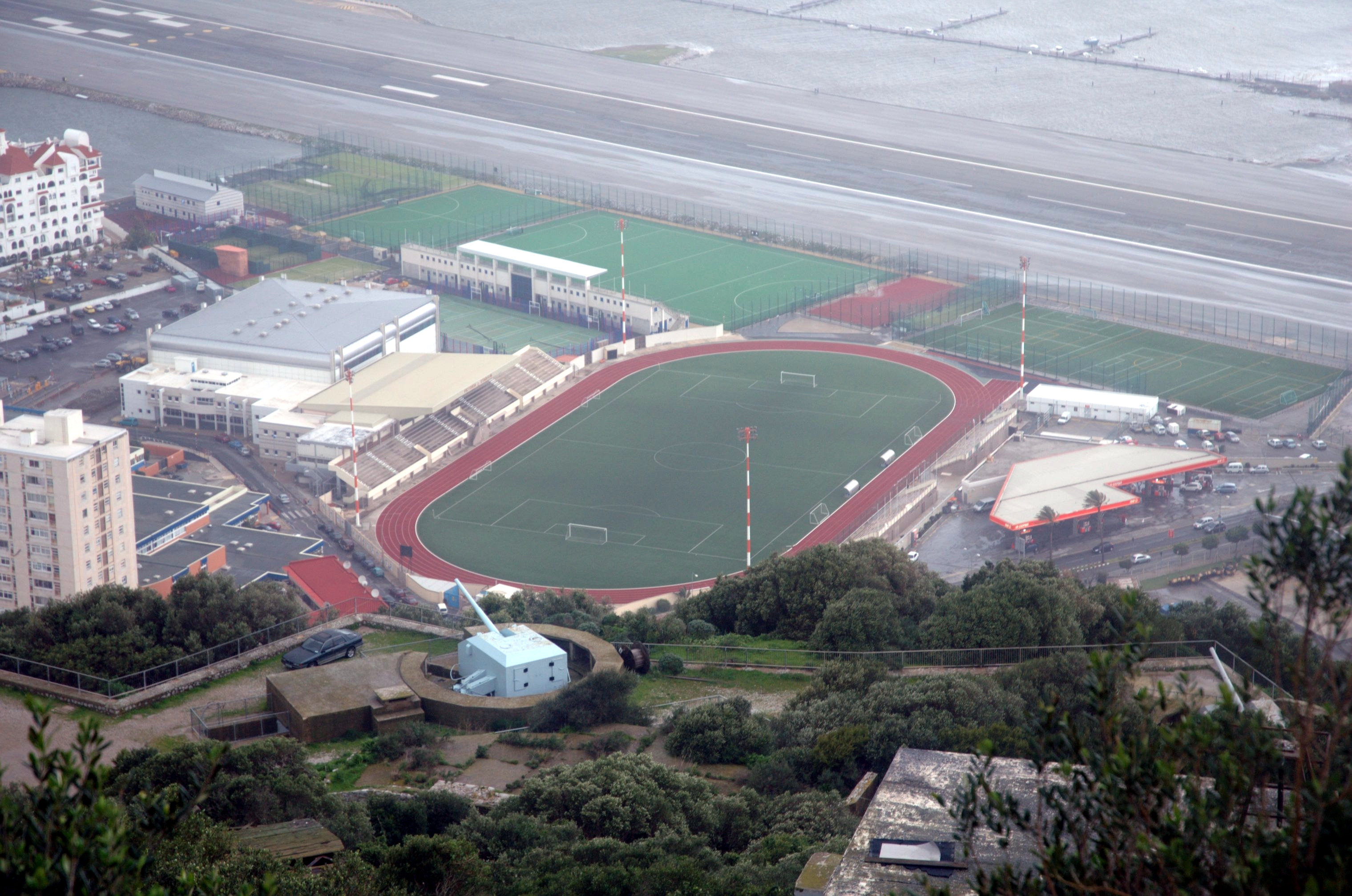
Victoria Stadium.

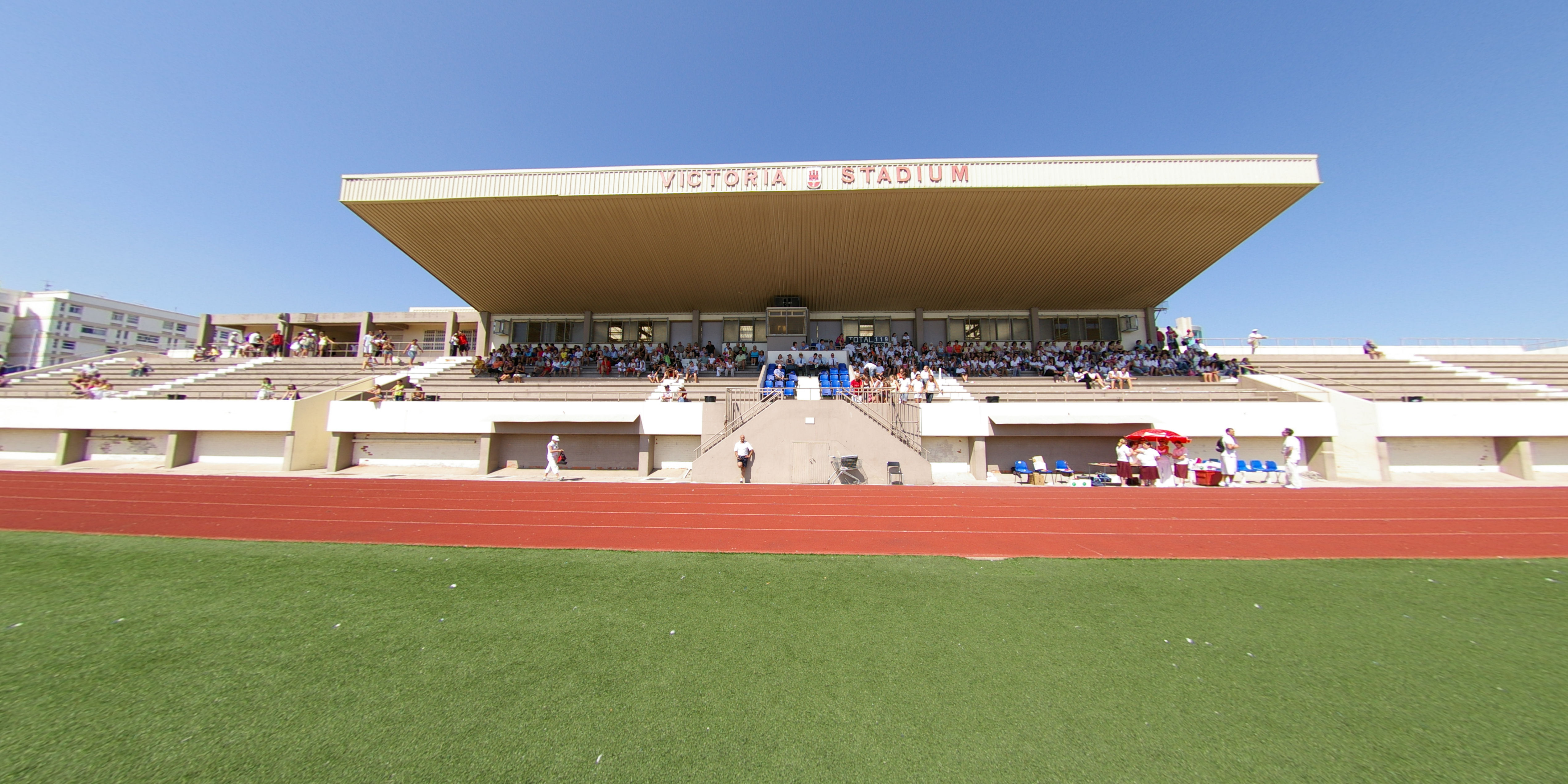
Victoria Stadium.

El futbol va ser introduït al penyal per les forces armades britàniques a finals se segle xix. Es coneix l'existència del club Prince of Wales F.C. l'any 1892, i la fundació del Gibraltar F.C. el novembre de 1893.
Entre 1895 i 1907, la Gibraltar Civilian Football Association organitzà la Merchants Cup. La Lliga gibraltarenya de futbol va ser creada l'octubre de 1907.
El 8 de gener de 1997, la GFA va sol·licitar la pertinença a la FIFA, i el març de 1999 la FIFA va confirmar que la GFA complia els requisits de l'article 4.7 dels Estatuts de la FIFA i, en conseqüència, va aprovar el seu ingrès a la UEFA.
El 12 d'abril de 1999, la GFA va sol·licitar l'adhesió a la UEFA (Unió d'Associacions Europees de Futbol). Això els hauria permès unir-se a les qualificatòries del Campionat d'Europa de futbol i als equips a la competició de clubs europeus. No obstant, va rebre una recepció hostil de la Real Federació Espanyola de Futbol, ja que el govern espanyol s'oposava fermament a qualsevol suggeriment que Gibraltar fos un territori independent i no fos part d'Espanya. Les autoritats espanyoles van emprendre una campanya d'oposició virulenta a la seva sol·licitud, la qual cosa va fer que els membres rebutgessin la sol·licitud per no complir els criteris d'admissió. El 2002, la UEFA havia estipulat que els futurs membres haurien de ser nacions sobiranes, tot i que alguns dels seus membres existents no complien aquest requisit.
Després d'un enfrontament legal, una decisió del Tribunal d'Arbitratge de l'Esport el 2006 va insistir que la UEFA havia d'acceptar la GFA com qualsevol altre membre, ja que la sol·licitud havia arribat abans que es creessin els nous criteris i el rebuig tenia matisos polítics, incompatibles amb l'esport. La UEFA va adjudicar l'estatut de membre associat a la GFA juntament amb Montenegro i va diferir la qüestió al Congrés de 2007 a Düsseldorf, Alemanya.
Durant diversos mesos, els delegats espanyols van intentar aconseguir suport a la seva posició, fins i tot amenaçant amb retirar equips espanyols de les competicions de la UEFA si Gibraltar era admès. Aquesta tàctica va tenir èxit, guanyant la votació per 45 a 3, i 5 abstencions. L'aplicació de Gibraltar va ser rebutjada, mentre que Montenegro assolí per unanimitat la seva pertinença.
El 3 d'octubre de 2012, la UEFA va tornar a concedir la pertinença provisional de Gibraltar i va diferir la qüestió de la composició completa fins al proper Congrés, que tindría lloc a Londres el maig de 2013. Es va prendre la decisió d'admetre a Gibraltar a la UEFA. El 24 de maig de 2013, Gibraltar es va convertir en el 54è membre de la UEFA, amb un equip a la UEFA Champions League des de la temporada 2014/15. La UEFA va confirmar que, a causa de la disputa política amb Espanya, els dos països es mantindrien separats en competicions de classificació.
El 13 de maig de 2016, Gibraltar va rebre la confirmació de la FIFA per poder entrar a la Copa del Món. Van jugar al grup H juntament amb l'equip de Bèlgica, Bòsnia, Grècia i Xipre. El primer partit de Gibraltar va tenir lloc el 6 de setembre de 2016 a casa seva amb Grècia.

## Competicions
- Gibraltar Premier Division
- Gibraltar Second Division
- Rock Cup
- Pepe Reyes Cup
- Gibraltar Premier Cup

## Principals clubs

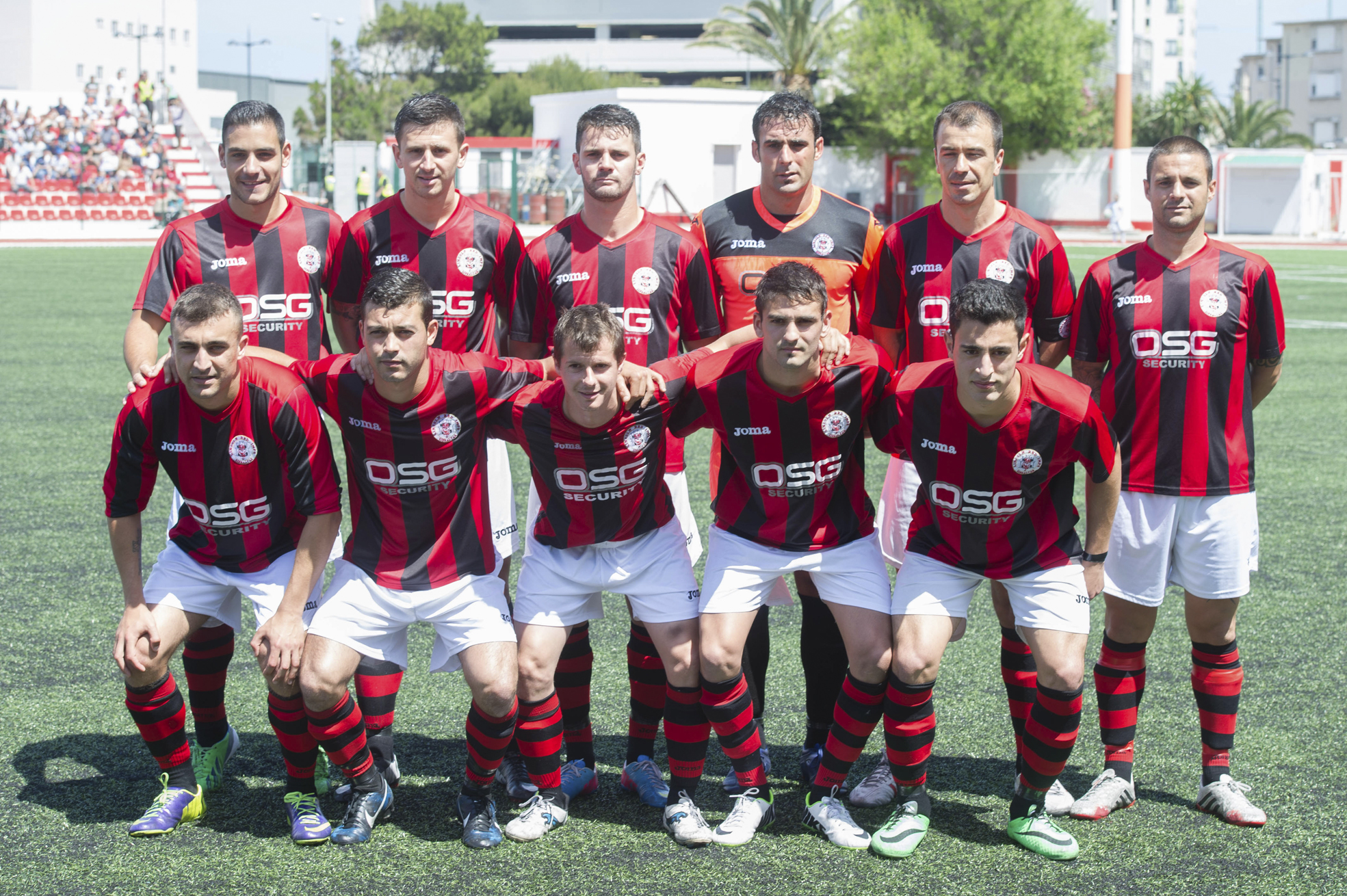
Lincoln Red Imps.

Els clubs de Gibraltar amb més títols de lliga són (fins 2018):
| Equip            | Títols |
| ---------------- | ------ |
| Lincoln Red Imps | 22     |
| Prince of Wales  | 19     |
| Glacis United    | 17     |
| Britannia XI     | 14     |
| Gibraltar United | 11     |
| Manchester 62    | 7      |
| Europa FC        | 7      |

## Principals estadis
- Victoria Stadium